# Міняйленко Анастасія Семенівна
Анастасія Семенівна Міняйленко (? — ?) — українська радянська діячка, інженер, начальник ливарного цеху Славутського заводу «Будфаянс» Хмельницької області. Депутат Верховної Ради УРСР 3—4-го скликань.

## Біографія
У 1930 році закінчила керамічний інститут. У 1930—1936 роках — лаборант, у 1936—1941 роках — начальник лабораторії Славутського заводу «Будфаянс» Кам'янець-Подільської області.
Під час німецько-радянської війни була евакуйована у східні райони СРСР, де також працювала у лабораторії.
У 1944—1954 роках — начальник лабораторії Славутського заводу «Будфаянс» Кам'янець-Подільської області.
Член ВКП(б) з 1948 року. Обиралася членом бюро і заступником секретаря партійної організації заводу «Будфаянс». 
З 1954 року — начальник ливарного цеху Славутського заводу «Будфаянс» Хмельницької області.